# Château de la Grenouillère
Pour les articles homonymes, voir Grenouillère.
Le château de la Grenouillère est une maison bourgeoise du XVIIIe siècle située dans la vallée de la Loire entre les communes de Suèvres et de Mer, dans le département de Loir-et-Cher et la région Centre.
Le château de la Grenouillère est situé à 15 km de Blois, en direction d’Orléans.
Le parc est aujourd’hui un terrain de camping et le château une demeure privée.

## Histoire
Les premières mentions de la seigneurie de la Grenouillère date d’avant 1500. La Grenouillère appartenait à la famille Baudet, puis en 1674 à la famille Court.
En 1791 c’est Claude Chéreau, régisseur de Diziers et propriétaire du château de Diziers qui rachète le château de la Grenouillère. Se succéderont ensuite de nombreux propriétaires.

## Architecture
Le château de la Grenouillère tel qu’il est décrit au XIXe siècle est composé d’une maison de maitre, d’une basse cour, une grange, une écurie, un pressoir et une fontaine. 
Le château est entouré de douves avec un parc de 12 hectares.